# ایوان ژدانوف
ایوان یوریویچ ژدانوف (Ivan Zhdanov) (به روسی: Иван Юрьевич Жданов؛ متولد ۱۷ اوت ۱۹۸۸) یک سیاست‌مدار و حقوق‌دان روسی است. او رئیس بنیاد مبارزه با فساد (FBK) بود و عضو شورای مرکزی حزب سیاسی روسیه آینده است.

## زندگی‌نامه

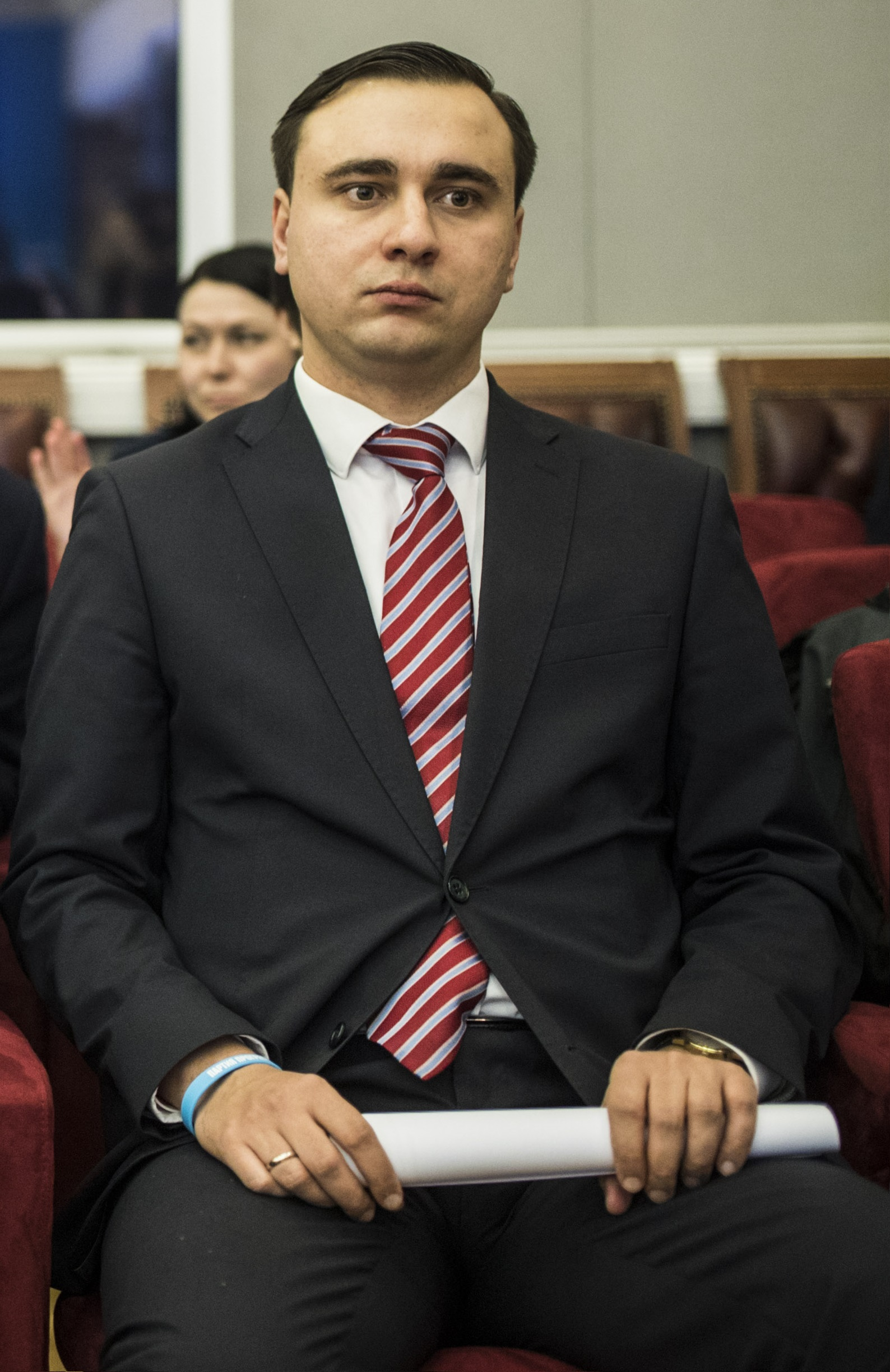
ژدانوف در نشست کمیسیون انتخابات مرکزی

ایوان ژدانوف در ۱۷ اوت ۱۹۸۸ در مسکو در یک خانواده نظامی متولد شد. در سال ۲۰۰۵ میلادی وارد دانشگاه دولتی حقوق مسکو شده و در سال ۲۰۱۰ از آن‌جا فارغ‌التحصیل شد و هم‌چنین تا سال ۲۰۱۳ دانش‌جوی کارشناسی ارشد در آن‌جا بود.
پس از فعالیت در خدمات فدرال ضد انحصار و دستگاه دومای دولتی در سال‌های ۲۰۱۱–۲۰۱۳، او به فعالیت حقوقی خود مشغول شد و ریاست شاخه منطقهٔ حزب سیاسی اتحاد خلق در منطقه خودمختار ننتس را بر عهده داشت.
در سال ۲۰۱۴ میلادی در بنیاد مبارزه با فساد اداری به عنوان حقوق‌دان شروع به کار کرد و بعداً به عنوان رئیس بخش حقوقی FBK منصوب شد. او در روستوف-آن-دون کار می‌کرد.
در طول مبارزات انتخاباتی در نووسیبیرسک در سال ۲۰۱۵ میلادی، یک پرونده جنایی علیه ایوان ژدانوف تحت ماده ۱۴۲ کد جزایی فدراتیف روسیه «جعل اسناد انتخاباتی، اسناد رفراندوم» باز شد.
در سال ۲۰۱۶، او به عنوان کاندیدای مستقل نامزد شورای نمایندگان شهرک روستایی Barvikhinskoye ثبت نام کرد. در طول مبارزات انتخاباتی، یک پرونده جنایی علیه ایوان ژدانوف به اتهام فرار از خدمت سربازی (بند ۱ ماده ۳۲۸ کد جزایی روسیه) باز شد و در آپارتمان وی تفتیش صورت گرفت. متعاقباً، انتخابات توسط کمیسیون مرکزی انتخابات فدراتیف روسیه (CEC) لغو شد. نمایندگان FBK لغو انتخابات را با شکایاتی که در مورد رای‌گیری زودهنگام مطرح کرده‌اند مرتبط می‌دانند، اما رئیس کمیسیون مرکزی انتخابات گفت که انتخابات به دلایل کاملاً متفاوت لغو شده‌است. ژدانوف گفت که لغو نتایج انتخابات تأییدی بر حقانیت نامزدهای بنیاد مبارزه با فساد است.

### کمپین ریاست جمهوری ناوالنی
در سال ۲۰۱۷–۲۰۱۸، او در مبارزات انتخاباتی برای پذیرش در انتخابات ریاست جمهوری الکسی ناوالنی شرکت کرد. او چندین بار در طول مبارزات انتخاباتی از رئیس ستاد ناوالنی، لئونید ولکوف، در دادگاه دفاع کرد، که به اتهام «تخلف مکرر از دستور سازمان‌دهی یک روی‌داد عمومی» به مسئولین اداری معرفی شده بود. او ریاست جلسهٔ را بر عهده داشت تا ناوالنی را به عنوان نامزد معرفی کند.
از ۱۹ می ۲۰۱۸، تا ۲۸ مارس ۲۰۱۹ او منشی شورای مرکزی حزب «روسیه آینده» بود.
در ۲۴ می ۲۰۱۸، وی به ظن نقض قوانین سازمان‌دهی یا برگزاری تجمع «او تزار ما نیست» (He's Not our Tsar) در ۵ می در مسکو برای ۱۰ روز بازداشت اداری روبرو شد. با این حال، در ۵ می ژدانوف در یک تجمع مجاز در روستوف-آن-دون حضور داشت و حتی یک تویت هم در مورد این تجمع ننوشت. متعاقباً، دادگاه Tverskoy مسکو ژدانوف را ۲۰ هزار روبل جریمه کرد.
در ۲۵ اکتبر، ایوان ژدانوف دوباره در مسکو بازداشت شد. در ۲۷ اکتبر، دادگاه سیمونوفسکی مسکو ژدانوف را به دلیل شرکت در پخش آنلاین اقدامات علیه افزایش سن بازنشستگی در ۹ سپتامبر، ۲۵۰ هزار روبل جریمه کرد.
از دسامبر ۲۰۱۸ وی به عنوان رئیس بنیاد مبارزه با فساد منصوب گردید. ویاچسلاو گیمادی عنوان رئیس جدید اداره حقوقی منصوب شد.

### انتخابات دوما سال ۲۰۱۹ شهر مسکو
او در انتخابات ۲۰۱۹ در حوزه انتخاباتی شماره ۸ (میدان هوایی، ووکوفسکی، کوپتوو، سوکول) کاندیدای مستقل برای نمایندگان شهر دومای مسکو بود. ستاد انتخاباتی نامزد توسط بوریس زولوتارفسکی، هماهنگ‌کننده ستاد ناوالنی چلیابینسک اداره می‌شد. این تیم موفق به جمع‌آوری حدود ۵۷۰۰ امضا (به اندازه کافی برای ارائه به کمیسیون انتخابات ولسوالی) شدند که در ۶ ژوئیه ارسال گردیدند. طبق نتایج بررسی‌ها، کارمندان کمیسیون انتخابات ۱۰۰ درصد اعلام کردند که از ۵۷۰۰ امضا ۱۱۸۰ آن بی‌اعتبار اند، که ۲۱ درصد از کل امضاها را تشکیل می‌دهد، در حالی‌که امضاهای بی‌اعتبار مجاز ۱۰ درصد بود، این دلیل حذف ژدانوف از رقابت‌های انتخاباتی گردید. ژدانوف، همراه با تعدادی دیگر از نامزدهای مخالف، با نتایج بررسی امضاها موافق نبودند، رد امضاها را غیرقانونی اعلام شده و به انگیزه سیاسی این تصمیم برای جلوگیری از نامزدی مخالفان برای شرکت در انتخابات اشاره کردند. پس از آن، وی همراه با دیگر نامزدهای مخالف، در اعتراضات روزانه شرکت کرده و هم‌چنین در تجمعی در خیابان ساخاروف در ۲۰ ژوئیه برای پذیرش همه نامزدهای مخالف در انتخابات شهر دومای سخنرانی کرد. او در اعتصابات واحد برای پذیرش نامزدهای مستقل در انتخابات شرکت کرد، که برای آن نیز بازداشت و بدون تنظیم پروتوکول در ۲۲ ژوئیه آزاد شد. در شب ۲۵ ژوئیه، افسران پلیس برای تفتیش به آپارتمان ژدانوف آمدند و در همان شب او را در چارچوب یک پرونده جنایی که روز قبل به موجب ماده ۱۴۱ تشکیل شده بود برای بازجویی بردند. وی در صبح ۲۷ ژوئیه قبل از شروع اقدام دستگیر شد. تا عصر، او و سایر نامزدهای ثبت نام نشده آزاد شدند. بار دوم در آن روز توسط پلیس در میدان تروبنایا بازداشت شد. در ۲۹ ژوئیه، دادگاه ژدانوف را به مدت ۱۵ روز بازداشت کرد و پس از آن، بر خلاف قانون، او را برای گذراندن دوران بازداشت در منطقه دیگری - منطقه مسکو، شهر لیوبرتسی، بردند.
در ۲ اوت، دادگاه شهر مسکو امتناع از ثبت نام ایوان ژدانوف به عنوان نامزد شهر دومای مسکو را قانونی تشخیص داد، علی‌رغم این واقعیت که گواهی وزارت امور داخله مغایر با توافقنامه بین CEC و وزارت امور داخله بود (دادگاه تصمیم گرفت که این توافقنامه ماهیت توصیهٔ دارد و فاش‌کردن اطلاعات شخصی از دیتابیس وزارت امور داخله غیرممکن است) هم‌چنین از بررسی تأیید مسکوی‌ها مبنی بر این‌که آنها واقعاً برای ژدانوف امضا کرده‌اند خودداری کرد. در پاسخ، ژدانوف دست به اعتصاب غذایی زد: «من دیگر هیچ راه و فرصتی برای بیان موضع خود ندارم. از آن روز به بعد اعتصاب غذایی می‌کنم و از خوردن غذا امتناع می‌ورزم. من دیگر به سؤالات پاسخ نمی‌دهم و از شرکت در این جلسه خودداری می‌کنم».
در ۱۹ اوت، ژدانوف گفت: «بدیهی است که صد در صد من در برگه رای برای انتخابات شهر دومای مسکو در ناحیه ۸ (سوکول، فرودگاه، وویکوفسکی، کوپتوو) حضور نخواهم داشت» و از همه حامیان خود در منطقه خواست تا از دریا بسدینا، نامزد مخالفان حمایت کنند. لئونید ولکوف گفت که رأی دهی هوش‌مند نیز از Besedina پشتیبانی می‌کند.
در ۶ دسامبر، ایوان ژدانوف به دلیل شرکت در تجمعی که در ۱۴ ژوئیه در نزدیکی ساختمان کمیسیون انتخابات شهر مسکو برگزار شده بود، بازداشت شد. دادگاه برای او ۱۰ روز بازداشت اداری تعیین کرد. در ۱۶ دسامبر، ژدانوف دوباره در خروجی بازداشت‌گاه ویژه بازداشت شد، اما به زودی آزاد گردید.